# عبد الله سيسيه (لاعب كرة قدم بوركينابي)
عبد الله سيسه (بالفرنسية: Abdoulaye Cissé)‏ (مواليد 24 ديسمبر 1983 في أدزوبي) هو لاعب كرة قدم بوركينابي دولي يجيد اللعب في خط الهجوم. لعب لصالح نادي المصري المصري منذ سنة 2010 حتى 2012 ثم انتقل بعدها لنادي الزمالك في صفقة انتقال حر. ثم أُعير لنادي اتحاد الشرطة من الزمالك لمدة موسم. يلعب حاليًا لصالح نادي ظفار العُماني.

## وصلات خارجية
- عبد الله سيسيه على موقع الاتحاد الدولي (مؤرشف)  (الإنجليزية)
- عبد الله سيسيه على موقع رابطة كرة القدم الفرنسية للمحترفين (الإنجليزية)
- عبد الله سيسيه على موقع قاعدة بيانات كرة القدم.إي يو (الإنجليزية)
- عبد الله سيسيه على موقع ليكيب (الفرنسية)
- عبد الله سيسيه على موقع ناشيونال فوتبول تيمز (الإنجليزية)
- عبد الله سيسيه على موقع Soccerway.com (الإنجليزية)

- عبد الله سيسه من موقع قاعدة بيانات كرة القدم